# Ingo Wirth (Schauspieler)
Ingo Wirth (* 20. März 1972 in Starnberg) ist ein deutscher Filmschauspieler, der bis 1996 tätig war.
Ingo Wirth spielte bereits als Kind in Werbespots mit. Von 1994 bis 1996 spielte er in der ARD-Seifenoper Marienhof die Rolle des Schülers Simon Wegener. Er war in den Folgen 169 bis 620 zu sehen.
Bis 1999 studierte er Wirtschaftswissenschaften an der Ludwig-Maximilians-Universität München. Er kam danach zu BMW und wurde dort Leiter der Produktkommunikation.

## Filmografie
- 1994–1996: Marienhof (Fernsehserie, 87 Folgen)